# Decentraland
Decentraland（ディセントラランド）は、ブラウザベースの3D仮想世界プラットフォームである。
ユーザーはイーサリアムブロックチェーンを利用した暗号通貨MANAを介して、プラットフォーム内の仮想プロットをNFTとして購入できる。 
非営利団体Decentraland Foundationが統括し、2020年2月に一般公開された。

## 歴史
ディセントラランドは、アルゼンチン人のAri MeilichとEsteban Ordanoによって2015年から開発されている 。
2017年に一般公開した際、デジタル土地の区画は約20ドルで販売され、マナトークンは0.02ドルで販売された。ゲームの最初のマップであるGenesis Cityは90601区画の土地から構成されており、2017年の初期コイン公開（ICO）で2600万ドルを獲得した。
2021年4月、NFTの人気が急上昇した際は、区画が6,000ドルから100,000ドルで売買された。 MANAはプールが比較的小さいため不安定な通貨であり、FacebookがMetaへブランドを変更するなどの出来事の後、最高で5.79ドルまで急騰した。
2021年末から2022年初頭にかけて、主要なブランドがディセントラランドに登場したり、その「財産（プロパティ）」を購入したりした。これらにはサムスン、アディダス、アタリ、プライスウォーターハウスクーパース、ミラーライトなどがあり、サザビーズは初のメタバースオークションを開催した。2022年3月にディセントラランドはメタバースファッションウィークを開催し、ドルチェ&ガッバーナ、トミーヒルフィガー、エリーサーブ、ニコラスカークウッド、ペリーエリス、イミテーションオブキリスト、エスティローダーなど主要ファッションブランドらが登場した 。Deadmau5やGrimesなどの音楽アーティストがこのプラットフォームでコンサートを開催した。2023年8月、Finance Research Lettersは、Decentralandの投資家は一般的に、自己表現と美学に惹かれる人、コミュニティと社会との関わりを求める人、投資に焦点を当てた投機家、技術革新の愛好家という4つのカテゴリーに分類されることを発見した.

## 参照
- メタバース
- 非代替性トークン
- 仮想世界
- ブロックチェーン